# Peter Stammbach
Peter Stammbach (* 27. November 1937 in Bern) ist ein ehemaliger Schweizer Eishockeyspieler.

## Karriere
Der bevorzugt auf der Position des Mittelstürmers agierende Berner Peter Stammbach war von 1953 bis 1967 und 1971 bis 1973 für den SC Bern aktiv. Mit dem Stadtberner Verein gewann der Center zwei Mal die Schweizer Meisterschaft, 1959 und 1965. Temporär agierte er in einer Angriffsformation mit den beiden Flügelstürmern Rolf Diethelm und dem Kanadier Bruce Hamilton. Ausserdem war er mehrmals bester Scorer der Nationalliga A, 1962 und 1963 gelang ihm dies zweimal in Folge. Seine Trikotnummer 6 wurde vom SC Bern nach Stammbachs Karriereende gesperrt.

### International
Für die Schweiz nahm Stammbach auf internationaler Ebene unter anderem an der Weltmeisterschaft 1959 und den Olympischen Winterspielen 1964 teil. Bei letzterem Turnier erreichte er mit den Eisgenossen den achten Endrang, wobei Stammbach einen Treffer und drei Torvorlagen zu diesem Erfolg beigetragen hatte.